# Jaapiella reichardiae
Jaapiella reichardiae är en tvåvingeart som beskrevs av Sylven 1998. Jaapiella reichardiae ingår i släktet Jaapiella och familjen gallmyggor. Inga underarter finns listade i Catalogue of Life.